# Spectrométrie de masse par microsonde laser
Un spectromètre de masse à microsonde laser (LMMS), également appelé analyseur de masse à microsonde laser (LAMMA), spectromètre de masse à ionisation laser (LIMS) ou analyseur de masse à ionisation laser (LIMA), est un spectromètre de masse qui utilise un laser focalisé pour la microanalyse,,. Il utilise une ionisation locale par un laser pulsé et une analyse de masse ultérieure des ions générés.

## Méthode
Dans l'analyse de masse par microsonde laser, un faisceau laser hautement focalisé est pulsé sur un micro-échantillon généralement d'un volume d'environ 1 microlitre. Les ions résultants générés par ce laser sont ensuite analysés par spectrométrie de masse à temps de vol pour donner la composition, la concentration et, dans le cas des molécules organiques, des informations structurelles.
Contrairement à d'autres méthodes d'analyse par microsonde qui impliquent des ions ou des électrons, la microsonde du LMMS déclenche une impulsion ultraviolette afin de créer des ions. En conséquence, cette méthode est bien meilleure pour détecter qualitativement que quantitativement.

## Avantages
Le LMMS est relativement simple à utiliser par rapport aux autres méthodes. De plus, sa force réside dans sa capacité à analyser les matières organiques afin de détecter certains composés.

## Préparation des échantillons
Ce spectromètre est précis sur l'échantillon qui doit être utilisé. L'échantillon doit donc être petit et mince. L'ionisation d'une trop grande quantité de matière conduit à un grand microplasma dont l'étalement temporel et la distribution d'énergie ionique entrant dans le spectromètre de masse peuvent entraîner une déformation de pic indésirable.